# Seleção Samoana de Rugby League

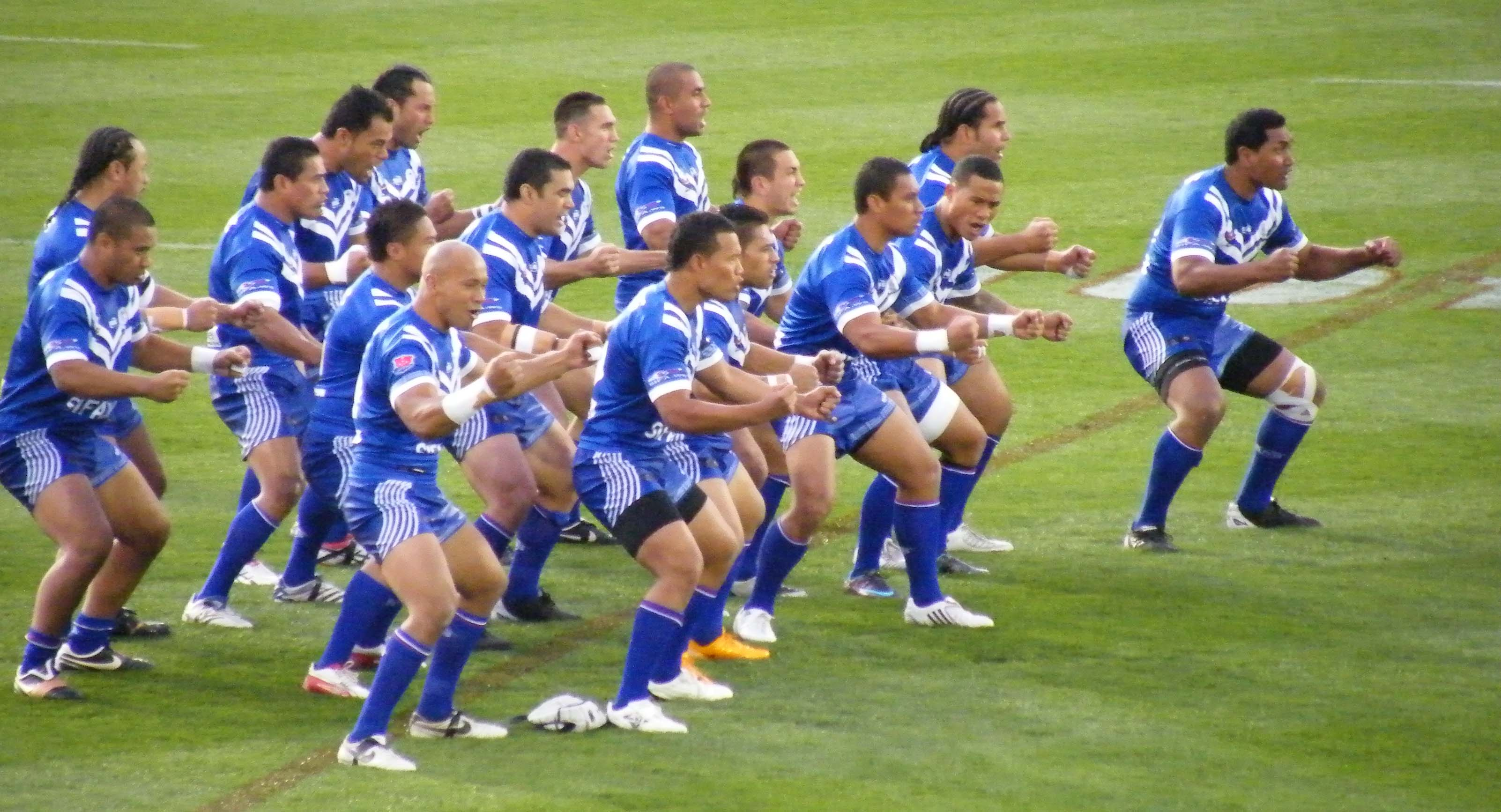
Toa Samoa executando dança tribal na Copa do Mundo de Rugby League de 2008.

A Seleção Samoana de Rugby League é a equipe que representa Samoa no rugby league mundial. Seus jogadores são apelidados como Toa Samoa.
Em Samoa, o rugby league é um código de rugby menos popular que o rugby union, como na maior parte do mundo: apenas na Austrália, na Papua-Nova Guiné e no norte da Inglaterra ele é o código preferido em relação ao union. A estreia da seleção na Copa do Mundo de Rugby League veio na edição de 1995, que celebrou o centenário deste esporte. Um de seus jogadores nela foi Apollo Perelini, que já havia jogado também a primeira Copa do Mundo de Rugby Union da seleção samoana desta modalidade, em 1991.
Atualmente, sua equipe contém nomes estrelados da National Rugby League, o campeonato australiano da modalidade e o mais forte do mundo.
O técnico da Seleção Brasileira de Rugby League é o samoano Manupo Faalalo.